# Pidonia sichuanica
Pidonia sichuanica är en skalbaggsart som beskrevs av Holzschuh 1992. Pidonia sichuanica ingår i släktet Pidonia och familjen långhorningar. Inga underarter finns listade i Catalogue of Life.